# Vlakča
Vlakča (en serbe cyrillique : Влакча) est un village de Serbie situé dans la municipalité de  Stragari (Kragujevac), district de Šumadija. Au recensement de 2011, il comptait 592 habitants.

## Géographie
Vlakča est située à 5 km à l'est de Stragari et à 25 km de Kragujevac. À prosimité immédiate du village se trouve le centre géographique de la Serbie. Le territoire du village couvre une superficie de plus de 1 800 ha, pour l'essentiel composés de terres arables, de pâturages et de forêts. Il abrite un grand nombre de sources dont la plus importante porte le nom de Banja et il est traversé par la rivière Jasenica, dont les eaux sont utilisées pour l'irrigation.

## Démographie

### Évolution historique de la population
| 1948  | 1953  | 1961  | 1971  | 1981 | 1991 | 2002 | 2011 |
| ----- | ----- | ----- | ----- | ---- | ---- | ---- | ---- |
| 1 432 | 1 319 | 1 236 | 1 016 | 950  | 832  | 671  | 592  |

|  |

## Économie
Une grande partie de la population de Vlakča travaille à l'étranger. Sur place, les habitants vivent principalement de l'agriculture et, notamment, de l'élevage et des cultures fruitières.